# HAL (software)
HAL era un proyecto de software que proveía una capa de abstracción de hardware para sistemas Unix-like.
HAL está descontinuado en sistemas GNU/Linux, y su funcionalidad se ha incorporado a udev. Anteriormente, HAL se basaba sobre udev, que es de más bajo nivel.
Permitía a las aplicaciones de escritorio detectar y usar el hardware a través de una API simple y portable, sin importar el hardware sobre el que se estuviera ejecutando.